# Липовский (Саратовская область)
Липовский — посёлок в Озинском районе Саратовской области, административный центр сельского поселения Липовское муниципальное образование.
Население - 688 (2010)

## История
На административной карте Саратовской области 1939 года населённый пункт отмечен как совхоз «Маяк Революции». На американской военной карте окрестностей Уральска и востока Саратовской области и административной карте Саратовской области 1956 года отмечен под современным названием. 

## Физико-географическая характеристика
Посёлок находится в Заволжье, на правом берегу реки Голенькая. Высота центра населённого пункта — около 70 метров над уровнем моря. Почвы — тёмно-каштановые солонцеватые и солончаковые, в долине Голенькой также солонцы луговатые (полугидроморфные) и лугово-каштановые.
Посёлок расположен в 24 км по прямой в северо-западном направлении от районного центра рабочего посёлка Озинки. По автомобильным дорогам расстояние до районного центра составляет 33 км, до областного центра города Саратов — 320 км, до города Уральска (Казахстан) — 150 км. Ближайший населённый пункт — село Малая Тарасовка расположено на противоположном берегу реки Камелик
Часовой пояс
Липовский находится в часовой зоне МСК+1. Смещение применяемого времени относительно UTC составляет +4:00.

## Население
Динамика численности населения по годам:
| Годы      | 2002 |
| --------- | ---- |
| Население | 883  |

| 2002 | 2010 |
| ---- | ---- |
| 863  | ↘688 |

Национальный состав
Согласно результатам переписи 2002 года русские составляли 54 % населения, казахи - 36 %.